# 베나리아레알레
베나리아레알레(Venaria Reale, 피에몬테어: 라 베네리아)는 이탈리아 피에몬테주 토리노 광역시에 있는 코무네로, 토리노 북서쪽으로 약 8 킬로미터 (5 mi) 떨어진 곳에 위치한다. 베나리아레알레는 로바소메로, 카셀레 토리네세, 드루엔토, 보르가로 토리네세, 토리노, 피아네차, 콜레뇨의 코무네와 접한다.
로마 시대에 설립되었고 이전에는 알테사노 (피에몬테어로는 아우트산)로 알려졌으며, 16세기에는 알테사노 수페리오레와 알테사노 인페리오레로 나뉘었다. 상부 도시는 사보이아가에 의해 사냥 궁전의 장소로 선택되었으며, 현대적인 이름은 사냥을 뜻하는 라틴어 "아르스 베나토리아"에서 유래했다.
토리노와 베나리아레알레는 두 개 이상의 사보이 왕실 거주지가 있는 유일한 피에몬테주 코무네이다: 17세기 베나리아 왕궁 (1997년 유네스코 세계유산 목록에 등재됨)과 보르고 카스텔로의 19세기 왕실 아파트가 베나리아레알레 라 만드리아 지역 공원에 위치해 있다.
코무네의 역사적 중심지는 1667년에서 1690년 사이에 아메데오 디 카스텔라몬테가 왕궁의 배경으로 건설했다.
19세기 베나리아레알레의 저명한 시민으로는 저명한 과학자이자 장식된 레뇨 상원 의원이었던 미켈레 레소나가 있었다.

## 자매 도시
베나리아레알레는 다음 도시와 자매 도시 관계를 맺고 있다:
- 브라쇼브, 루마니아

## 내용주
1. ↑  All demographics and other statistics: Italian statistical institute Istat.
2. ↑  “Venaria Real”. 《MuseoTorino》 (이탈리아어). Comune di Torino, Direzione Musei. 2023년 8월 19일에 확인함.

## 참고 문헌
- A. Scaringella (1999), 《Venaria Reale: A Rediscovered Treasure》, 토리노: Ananke, ISBN 88-7325-045-9.